# Spirits (The Strumbellas)
Spirits is een nummer van de Canadese band The Strumbellas uit 2016. Het is de eerste single van hun derde studioalbum Hope.
Simon Ward, leadzanger van The Strumbellas, legde aan muzieksite Riff You uit waar het nummer over gaat. "Het nummer gaat over de strijd met je inner demons. Dat je wilt veranderen en een beter persoon wilt worden. Ik schrijf de nummers vanuit mezelf en het gaat vaak over waar ik op dat moment sta in het leven. Deze track gaat over mij, en hoe ik aan de rest van de wereld wil laten zien dat ik ontzettend mijn best doe een beter mens te zijn", aldus Ward. Ook legde hij uit hoe het nummer tot stand is gekomen. "Ik werkte aan vier verschillende nummers die tijd, maar ze waren het eigenlijk allemaal nét niet. Toen heb ik de stukken die ik tof vond op één hoop gegooid, en dat werd 'Spirits'. De tekst kwam later. Het eerste stukje dat ik schreef bleef maar in mijn hoofd hangen, dat is voor mij vaak het teken dat het goed is en dat ik het aan de band kan laten horen." De videoclip van het nummer is gebaseerd op de James Bondfilm Live and Let Die.
"Spirits" betekende in Europa en hun thuisland Canada de grote doorbraak van The Strumbellas. In Canada haalde het nummer de 23e positie. In Nederland werd het nummer geen hit, en haalde het ook geen hitlijsten. In Vlaanderen werd het nummer echter een grote hit, het haalde de 4e positie in de Vlaamse Ultratop 50.